# Laleh-Park

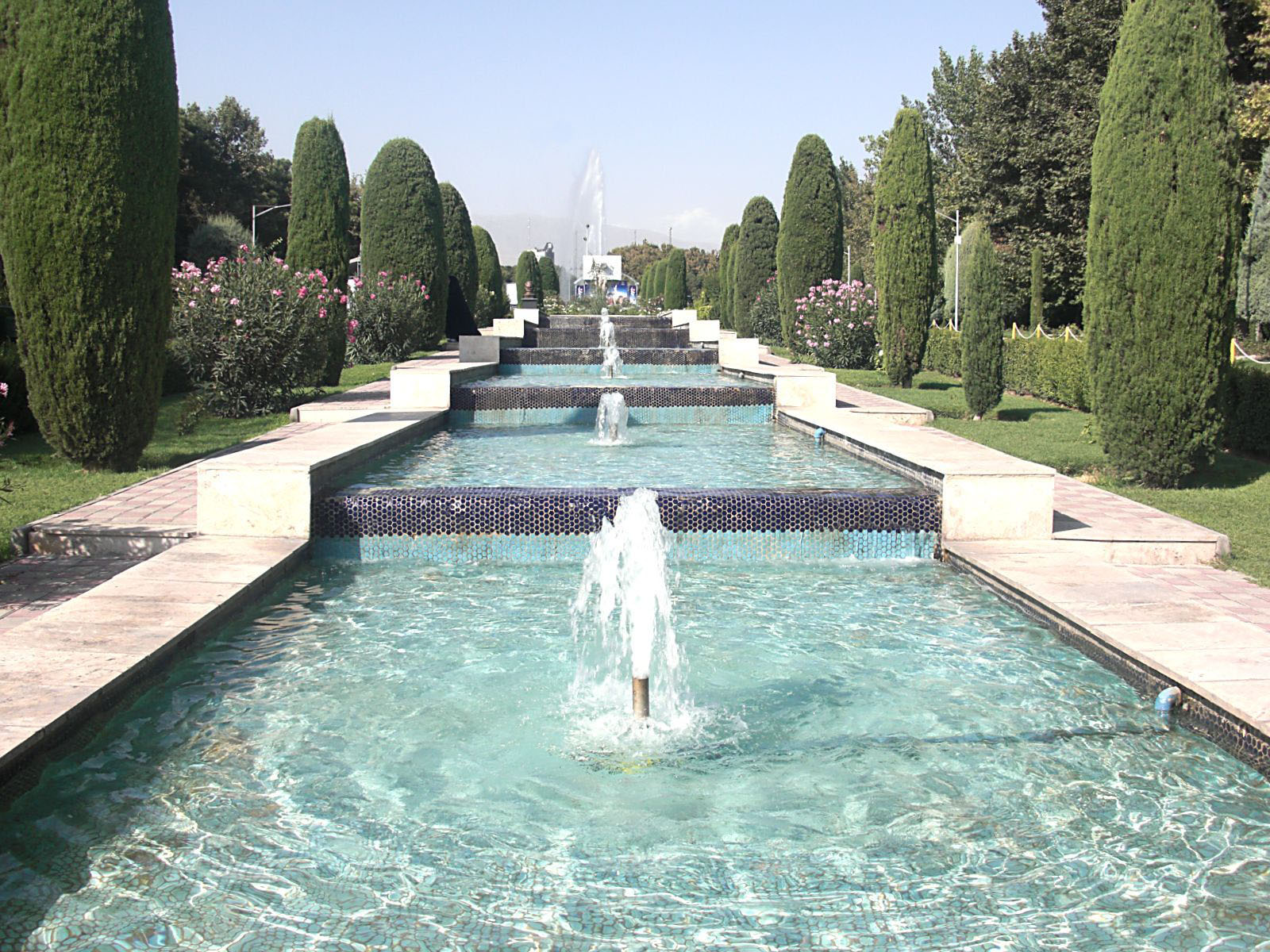
Laleh-Park im Sommer

Der Lāleh-Park (Pārk-e Lāleh, ehemals Pārk-e Farah nach Schahbanu Farah Pahlavi) ist ein Erholungsareal im Zentrum von Teheran.
Der Park wurde unter Aufsicht von Farah Pahlavi auf dem Gelände der früheren Pferderennbahn (Dschalaliyeh) angelegt und von einem französischen Gartendesigner gestaltet. 1966 wurde die Anlage eröffnet.
28 von insgesamt 35 ha des Areals sind reine Grünfläche. Im Südosten des Parks befindet sich ein japanischer Garten (2,5 ha) mit einer Flusslandschaft, einem Schachspiel, Kinderspielplätzen, Sportanlagen und den Skulpturen der Gelehrten Omar Chayyām und al-Bīrūnī.
Im Rahmen des Programms zum Bau von Kinder- und Jugendbibliotheken des Kanun-e Parvaresh wurde hier ebenfalls die erste, nach Plänen von Farah Pahlavi erbaute Kinderbibliothek des Iran eröffnet. Auch ein Puppentheater wurde eingerichtet.
In unmittelbarer Umgebung des Parks liegen mehrere kulturelle Einrichtungen, darunter das Teheraner Museum für Zeitgenössische Kunst, das Iranische Teppichmuseum, die Universität Teheran und das Ministerium für Landwirtschaft. An seinem nördlichen Rand liegt das Laleh-Hotel, das frühere Hotel Intercontinental.
In der Nähe des Parks befinden sich außerdem Cafés, Fast-Food-Outlets, Einkaufszentren und Designer Boutiquen, vor allem in der Valiasr-Straße.